# Universiteit van Exeter

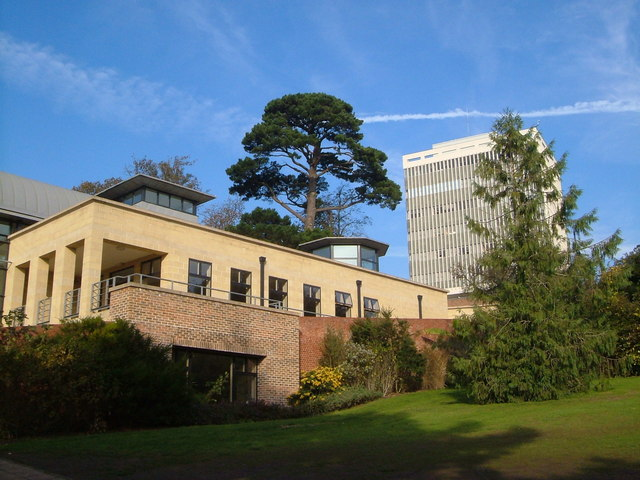
Institute of Arabic and Islamic Studies met op de achtergrond de Physics Building

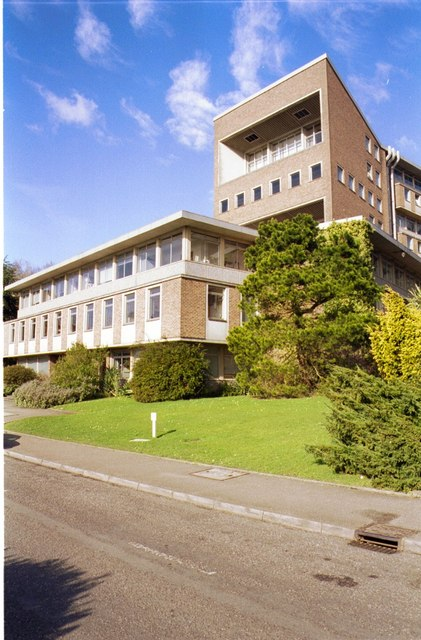
Laver Building

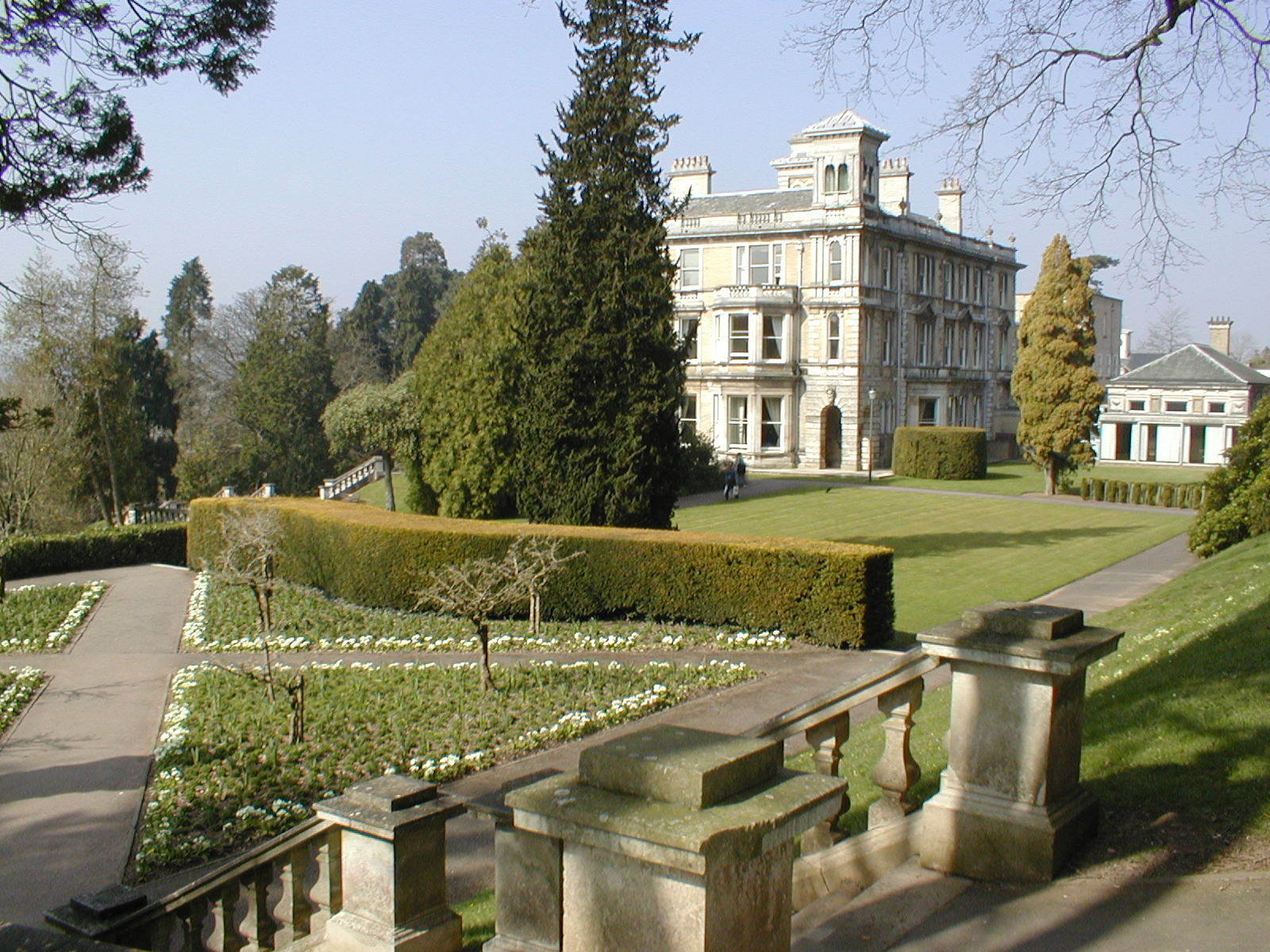
Reed Hall

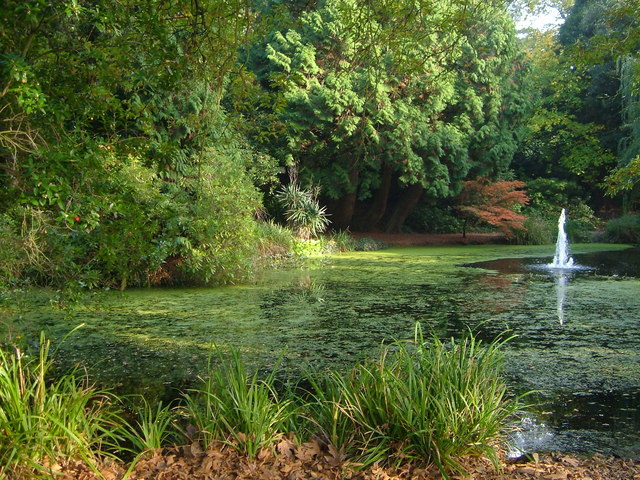
Reed Pond

De Universiteit van Exeter (Engels: University of Exeter, UoEx) is een Britse universiteit gevestigd in Exeter  UoEx is de belangrijkste onderzoeks- en onderwijsinstelling in het graafschap Devon.

## Geschiedenis
In 1855 werd in Exeter een School of Art en in 1863 een School of Science opgericht, welke vanaf 1893 met Exeter Technical and University Extension College werd aangeduid. In 1900 volgde een nieuwe naamswijziging in Royal Albert Memorial College, in 1922 in The University College of the South-West of England. Het college bereidde studenten voor die vervolgens afstudeerden aan de Universiteit van Londen. 
Het in 1840 opgerichte Exeter Diocesan Training College werd in 1930 het St Luke's College.  In 1955 werden al de instellingen opgenomen in de vanaf die datum onafhankelijke universiteit van Exeter.
Tegen het einde van de Tweede Wereldoorlog verhuisde de Central School of Speech and Drama vanuit Londen naar Exeter.  In 1956 keerde de school terug naar Londen, meer bepaald naar Swiss Cottage.
De in 1829 opgerichte School of Mines werd in 1876 aangevuld met het Camborne laboratory, en was vanaf 1888 de Camborne Mining School.  In 1993 werd ook de Camborne School of Mines mee in de universiteit opgenomen.

## Campussen
De universiteit heeft twee campussen in Exeter (Streatham en St Luke's), en een derde campus Tremough in Penryn, Cornwall die in samenwerking met het University College Falmouth werd ingericht.  De grootste campus, Streatham, is gelegen in een park en is reeds meermaals laureaat geworden in een Britse verkiezing voor mooiste universiteitscampus.

## Faculteiten
- School of Arts, Languages and Literatures
- School of Biosciences
- School of Business and Economics (met de University of Exeter Business School)
- School of Education and Lifelong Learning
- School of Engineering, Computer Science and Mathematics
- School of Geography, Archaeology and Earth Resources
- School of Humanities and Social Sciences (met het Institute of Arab and Islamic Studies en het Centre for the Study of Esotericism)
- School of Law
- Peninsula Dental School
- Peninsula Medical School
- School of Physics
- School of Psychology
- School of Sport and Health Sciences

## Bekende alumni
- Michael Berry
- Robert Bolt
- Steve Blame
- Felix Burton
- Ben Collins
- Thurston Dart
- Stephen Dillane
- Elena van Spanje
- Nick Hendrix
- Sigrid Kaag
- Santa Montefiore
- Pieter Omtzigt
- Peter Phillips
- Zara Phillips
- Julian Richings
- J.K. Rowling
- Thom Yorke
- Will Young

## Docenten
- Edzard Ernst (eerste leerstoel alternatieve geneeskunde in het VK)
- Ken Evans
- Nicholas Goodrick-Clarke
- Nicholas Maw
- Richard Overy
- Ilan Pappé, geschiedkundige en politiek wetenschapper
- Roy Sambles
- Tony Swain
- John Tooke

## Eredoctors
- Malcolm Arnold
- Agatha Christie
- Adrian Edmondson
- Ken Follett
- Karl Kehrle
- Philip Henry Kuenen
- Brian May
- Jennifer Saunders